# Roger Köppel
Roger Jürg Köppel (Zurigo, 21 marzo 1965) è un giornalista, editore e politico svizzero dell'Unione Democratica di Centro (UDC). Dal 2001 è caporedattore ed editore del settimanale Die Weltwoche, con una interruzione dal 2004 al 2006 come caporedattore del quotidiano tedesco Die Welt. Dal 2015 al 2023 è stato membro del Consiglio nazionale svizzero.

## Biografia

### Studi e carriera professionale
Köppel si diplomò alla scuola cantonale di Zürcher Unterland a Bülach. Primo della famiglia a frequentare la scuola superiore e l'università, studiò prima brevemente inglese, poi filosofia politica e storia all'Università di Zurigo, frequentando anche lezioni a Stoccarda. Completò gli studi nel 1995 con una tesi su Carl Schmitt sotto la direzione di Georg Kohler intitolata Autorität und Mythos: Carl Schmitt und die Wiederverzauberung staatlicher Gewalt (1916–1938) (in italiano Autorità e mito: Carl Schmitt e il re-incanto della violenza di stato (1916–1938)).
Iniziò a lavorare nel 1986 come giornalista sportivo presso il Klotener Anzeiger e poi nel 1988 presso il Neue Zürcher Zeitung (NZZ), dove si occupava di sport e della realizzazione di filmati giornalistici. Riguardo al periodo passato al NZZ, nella biografia dedicata a Köppel il giornalista Daniel Ryser lo accusò di aver copiato quasi interamente una recensione di Jurassic Park dal New Yorker senza citare la fonte.
Dal 1994 fu redattore culturale del quotidiano Tages-Anzeiger. Dall'ottobre 1997 al luglio 2001 fu nominato caporedattore della rivista Magazin del medesimo quotidiano. Nel 2000 diventò viceredattore e alla fine del 2001 sarebbe dovuto diventare corrispondente economico e culturale a New York.

### L'arrivo alDie Weltwoche

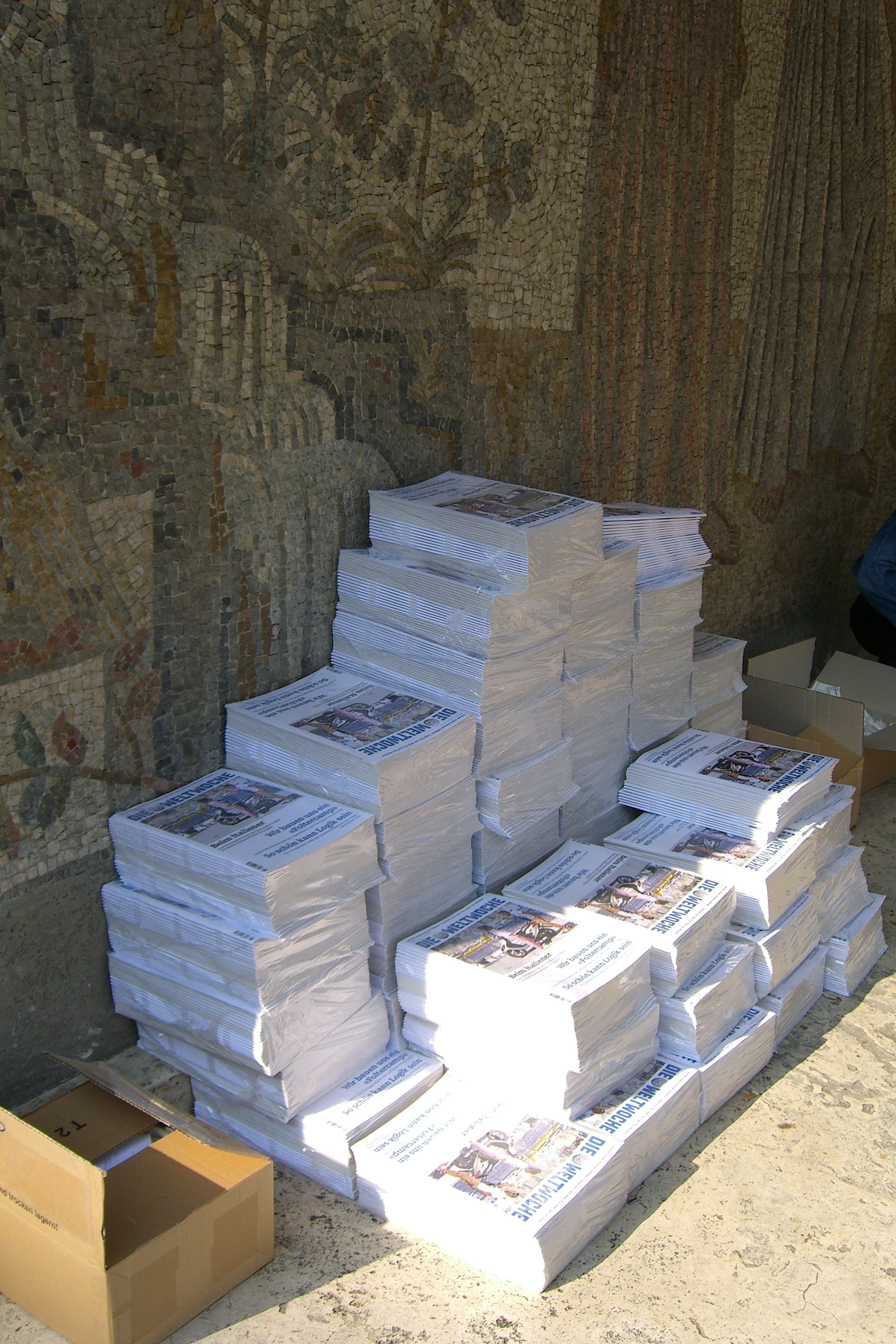
Copie impilate del Die Weltwoche

Nel giugno 2001, Köppel divenne caporedattore del Die Weltwoche, allora rivista di orientamento di sinistra liberale che però soffriva da molto tempo di un calo di tirature. Poco dopo, il Weltwoche fu ceduto a investitori finanziari guidati dal ticinese Tito Tettamanti. Nel 2002 il formato fu cambiato in una rivista settimanale.
Köppel impresse al Die Weltwoche una svolta verso il neoliberalismo e la destra conservatrice, sostituendo buona parte della redazione. Molti autori e redattori lasciarono il giornale per protesta contro la nuova linea. Alcuni giornalisti del Die Weltwoche licenziati raccontarono come Köppel volesse portare il giornale su un corso neoliberista e per farlo stesse deliberatamente sostituendo i precedenti redattori con persone a lui vicine. Per il suo stile giornalistico provocatorio Köppel fu soprannominato dallo Spiegel «il Don Chisciotte del politicamente scorretto».
Nel corso del suo periodo al Die Weltwoche Köppel si mostrò particolarmente vicino al politico dell'UDC Christoph Blocher, accusando gli altri media svizzeri di essergli pregiudizialmente ostili. Prima delle elezioni parlamentari del 2003, Köppel si schierò esplicitamente per l'elezione di Blocher al Consiglio federale. In un'altra occasione giudicò prive di fondamento le critiche rivolte a Blocher e all'UDC in gran parte dell'Europa, sostenendo che «[Blocher] non è Haider o Le Pen, ma una fusione di Margaret Thatcher, Ronald Reagan e Franz-Josef Strauss». Allo stesso tempo Blocher inserì a cadenza settimanale annunci pubblicitari sul Die Weltwoche per la sua azienda Ems-Chemie.
In una intervista, Köppel affermò che nel 2003 la rivista aveva ottenuto un piccolo profitto dopo anni di perdite, e che rispetto alla primavera 2002 la tiratura era passata da 80 000 a 91 000 copie. Successivamente però la tiratura diminuì di nuovo di 10 000 copie.

### Passaggio alDie Welte ritorno alDie Weltwoche

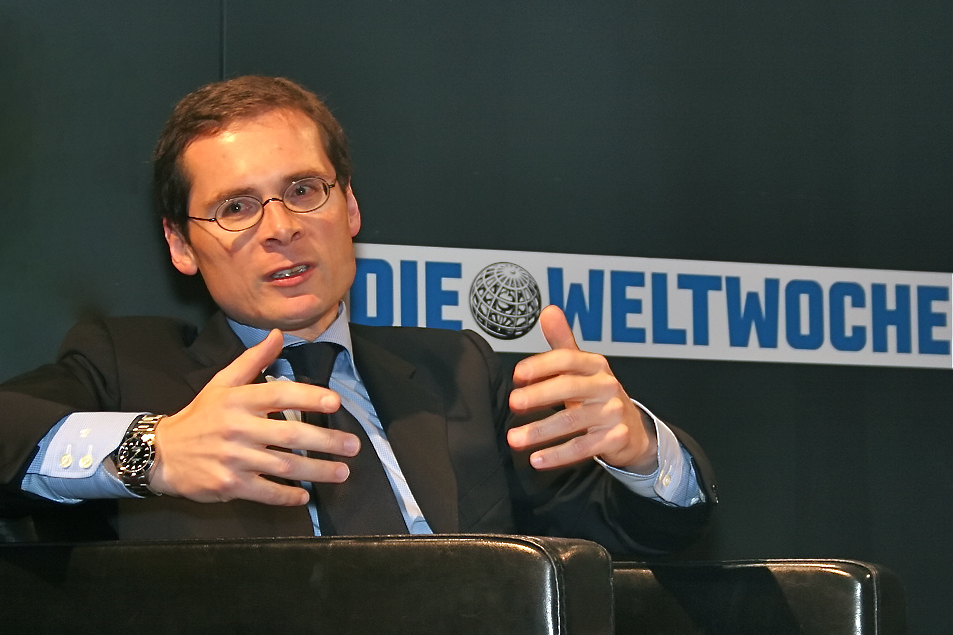
Roger Köppel nel 2008

Nella primavera del 2004, Köppel lasciò il Die Weltwoche per assumere dal 7 giugno 2004 il ruolo di caporedattore del quotidiano tedesco Die Welt, sotto la guida dell'ex caporedattore e nuovo editore Jan-Eric Peters.
Köppel ritornò al Die Weltwoche in qualità di editore e caporedattore a inizio novembre 2006, rilevando la maggioranza delle azioni della Weltwoche Verlags AG. Prima della fine dell'anno acquisì tutte le azioni della società da Tito Tettamanti, ricevendo anche da quest'ultimo una garanzia per prestiti bancari pari a 12 milioni di franchi. Nel 2010 il quotidiano NZZ criticò la scarsa trasparenza dell'operazione. Anche in questo caso il cambio di proprietà portò alle dimissioni di numerosi redattori. Nel 2007 la tiratura della rivista era di 85 772 copie, ma subì un declino negli anni successivi, al punto che al 2012 era di 68 990 copie.
Come riportato dal SonntagsZeitung, tra il luglio e agosto 2006 Köppel modificò la propria voce sulla Wikipedia in tedesco. Un'analisi delle modifiche evidenziò come Köppel avesse rimosso la notizia che alcuni dei suoi redattori avessero abbandonato il Die Weltwoche, cambiato l'orientamento politico del Die Weltwoche da «destra liberale», «destra conservatrice» e «filoamericano», a «liberale in campo economico», e cambiato la descrizione di Christoph Blocher da «populista di destra» a «liberale conservatore nel solco di Thatcher e Reagan». Interrogato al riguardo Köppel dichiarò di avere corretto delle «informazioni false e tendenziose», anche se affermò di non ricordarsi quali fossero.
Dal 2009 Köppel gestisce un canale YouTube per Weltwoche con circa 70 000 iscritti (a giugno 2022). Dal 2018 pubblica cinque volte a settimana il podcast Weltwoche Daily, in cui presenta la sua visione dell'attualità. Nel settembre 2021, il formato è stato ampliato per includere il programma Weltwoche Daily Deutschland.
Nel 2014 venne accettato come membro della Zunft zum Kämbel, una delle gilde storiche della città di Zurigo. Köppel è anche presidente del consiglio di amministrazione di Köppel Holding AG e Weltwoche Verlags AG e presidente del comitato direttivo del Comitato EU-No.

### Attività politica

#### 50ª Legislatura

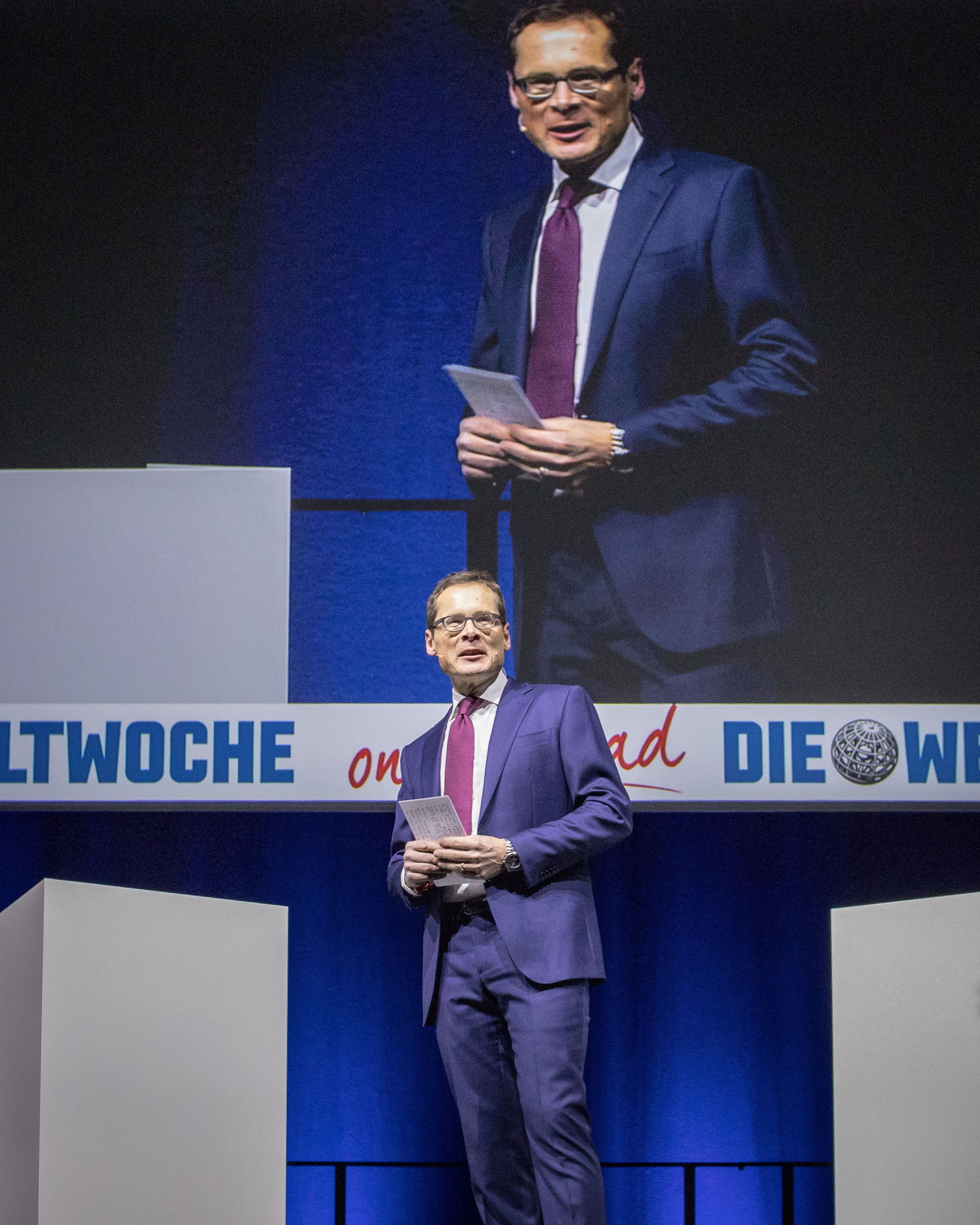
Roger Köppel all'evento Weltwoche on the road del 2018

Il 26 febbraio 2015 annunciò che si sarebbe candidato al Consiglio nazionale per l'Unione Democratica di Centro (UDC) alle elezioni federali del 2015. Sostenne di candidarsi per contrastare le politiche della «maggioranza di sinistra nel Consiglio federale e nel Parlamento» e per affermare il primato della Costituzione svizzera sopra il diritto internazionale. La causa scatenante della sua decisione fu il discorso di Simonetta Sommaruga al raduno annuale dell'UDC ad Albisgüetli, in cui secondo Köppel Sommaruga aveva dipinto l'UDC come un partito che non rispetta i diritti umani. Nonostante la sua candidatura, continuò a lavorare come caporedattore e editore del Die Weltwoche.
Benché fosse al 17º posto della lista del partito nel Canton Zurigo ricevette 178 090 preferenze, il miglior risultato elettorale in Svizzera fino ad allora, venendo quindi eletto al Consiglio nazionale. In Consiglio nazionale fece parte della Commissione della politica estera e della Delegazione per le relazioni con il Bundestag. Durante il suo mandato Köppel si fece notare per le sue assenze alle votazioni: dalla sua elezione al luglio 2019 Köppel aveva mancato il 22,4% delle votazioni, il più alto tasso d'assenza della legislatura. Köppel giustificò le sue assenze con la necessità di portare avanti l'attività giornalistica del Die Weltwoche, ma il quotidiano Aargauer Zeitung suggerì come motivo anche la sua intensa campagna elettorale a ridosso delle elezioni federali del 2019.
Nell'ottobre 2018 Roger Köppel si recò a una manifestazione a Chemnitz a seguito di un attacco contro un uomo di 35 anni per cui erano stati arrestati un cittadino iracheno e uno siriano. La sua presenza all'evento venne fortemente criticata quando fu fotografato mentre marciava a fianco di un produttore musicale neonazista. Köppel commentò che la polemica era stata creata dai media e che la stragrande maggioranza dei partecipanti alla manifestazione erano persone comuni.

#### 51ª Legislatura
Il 20 ottobre 2019 fu rieletto in Consiglio nazionale con 121 098 voti, ottenendo ancora una volta il miglior risultato nel canton Zurigo. Nella stessa tornata elettorale, la sezione zurighese dell'UDC lo candidò al Consiglio degli Stati, preferendolo al collega Alfred Heer. Köppel criticò aspramente i consiglieri uscenti, sostenendo che si fossero rifiutati di rivelare i loro guadagni e lamentando la «contaminazione del sistema di milizia». Durante la campagna incassò anche il sostegno della sezione zurighese dell'Unione dei Contadini, nonostante alcune divergenze sulla questione climatica. Al primo turno arrivò terzo con circa 107 528 voti, dietro ai consiglieri uscenti Daniel Jositsch (183 919 voti) e Ruedi Noser (141 700 voti) Decise di ritirarsi e di non partecipare al ballottaggio contro i candidati Ruedi Noser e Marionna Schlatter.
Nel 2022 la Commissione della politica estera lo denunciò per una possibile violazione del segreto di commissione: Köppel avrebbe riferito al Weltwoche Daily di un sequestro di orologi nella sede russa di Audemars Piguet da parte dei servizi segreti russi. Secondo le accuse, tale informazione era contenuta una nota informativa del Dipartimento federale degli affari esteri contrassegnata come confidenziale. Köppel negò di aver diffuso informazioni riservate e si disse disposto a rinunciare di sua iniziativa all'immunità parlamentare - cosa che però non è possibile secondo l'ordinamento svizzero. L'11 maggio 2022 la Commissione dell'immunità si pronunciò a favore per la revoca della sua immunità parlamentare con 5 voti a favore, 3 contro e un astenuto. Tuttavia il 30 giugno la Commissione degli affari giuridici del Consiglio degli Stati si oppose a tale decisione, richiedendo quindi un ulteriore voto della Commissione dell'immunità. Tale commissione il 22 agosto cambiò opinione e rinunciò a revocare l'immunità con 4 voti a favore e 4 astensioni, auspicando invece una sanzione disciplinare. Il 12 settembre 2022 l'Ufficio del Consiglio nazionale annunciò l'apertura di un'indagine disciplinare. Il 28 novembre 2022, l'Ufficio del Consiglio nazionale rinunciò a procedere con una sanzione disciplinare con una maggioranza di 8 voti su 13: secondo l'Ufficio, Köppel dichiarò di aver ottenuto le informazioni tramite fonti private, che come giornalista non era tenuto a svelare. L'Ufficio concluse perciò che, nonostante la «mancanza della necessaria sensibilità» del parlamentare, non fosse in grado di provare al di là di ogni ragionevole dubbio che Köppel avesse «materialmente e scientemente violato il segreto di commissione».
A marzo 2023 Köppel annunciò di non volersi ricandidare alle elezioni federali del 2023.

### Vita privata
Il padre di Köppel fu muratore e imprenditore edile a Zurigo, mentre la madre crebbe nella Prussia orientale e successivamente lavorò nell'azienda del marito. I genitori morirono quando Köppel era ancora adolescente, e lui crebbe assieme al fratello minore e alla sua ragazza, aiutato da nonni e zii. Fu esentato dal servizio militare per motivi psicologici: Köppel dichiarò che in quel momento stava passando un momento difficile a causa della morte prematura del padre e del suicidio della madre. Köppel è sposato con Bich-Tien, laureata in economia a San Gallo e figlia di profughi vietnamiti. La coppia ha quattro figli.

## Posizioni politiche

### Rapporto con l'Unione europea
Assieme al resto del partito, Köppel si è dichiarato contrario alla firma dell'accordo quadro tra la Svizzera e l'Unione europea, sostenendo che comporterebbe la fine della democrazia diretta e dell'autodeterminazione del paese. A questo scopo si è esposto per il "Sì" all'iniziativa popolare per l'autodeterminazione, sostenendo che una vittoria del "No" sarebbe stato un segnale «disastroso» da mandare alla UE. Si è dichiarato contrario alla decisione del Consiglio nazionale di sbloccare il secondo miliardo di coesione destinato all'Unione europea, sostenendo che fosse stata approvata «senza contropartita» e che fosse frutto di minacce e pressioni della UE.

### Politica estera
Köppel è un sostenitore di un ruolo di rigida neutralità per la Svizzera. Nel 2018 si oppose a una dichiarazione del Consiglio nazionale che spingeva per un impegno della Svizzera per un cessate il fuoco in Siria e per trovare una risoluzione politica del conflitto. A proposito della guerra del Donbass, dichiarò che «ci sono molti ucraini che preferirebbero appartenere alla Russia», dicendo pure che gli Stati Uniti non dovrebbero intromettersi e al contrario «disarmare la retorica». Successivamente, durante l'invasione russa dell'Ucraina del 2022, si oppose a un possibile invio di armi all'Ucraina e chiese la fine delle sanzioni contro la Russia, sostenendo che ciò avrebbe compromesso la neutralità della Svizzera, rendendo il Paese parte del conflitto ed esponendolo a un «rischio incalcolabile».
Köppel è ritenuto un forte sostenitore dell'ex presidente degli Stati Uniti Donald Trump. Subito dopo le elezioni presidenziali statunitensi del 2020, affermò che «i sostenitori di Trump sono pacifici. Nessuna rivolta, nessuna violenza» e condannò «l'isteria mediatica contro Trump». Lo criticò però per essersi dichiarato vincitore in anticipo prima dei risultati elettorali finali. A seguito dell'assalto al Campidoglio del 2021 riconobbe la «grande parte di responsabilità» di Trump, ma allo stesso tempo approvò le sue affermazioni su presunti brogli elettorali, parlando di «condizioni quasi africane».

### Difesa
Nel 2009 in un editoriale sul Die Weltwoche Köppel criticò fortemente la spesa militare, sostenendo che la Svizzera non avesse bisogno di un'aviazione, e che probabilmente i carri armati e l'artiglieria fossero superflui. Definendo i guerriglieri afghani «il miglior esercito del mondo», paragonò le loro operazioni a quelle del generale Guisan durante la seconda guerra mondiale, sostenendo che simili operazioni di guerriglia nel contesto alpino fossero le più efficaci per la Svizzera. In un editoriale del 2014 si mostrò tuttavia a favore dell'acquisto da parte dell'esercito svizzero degli aerei da combattimento Gripen E, sostenendo che «ogni Stato che vuole essere e rimanere indipendente ha bisogno di un esercito» e che «nessun esercito regolare al mondo fa a meno degli aerei da combattimento».

### Ambiente

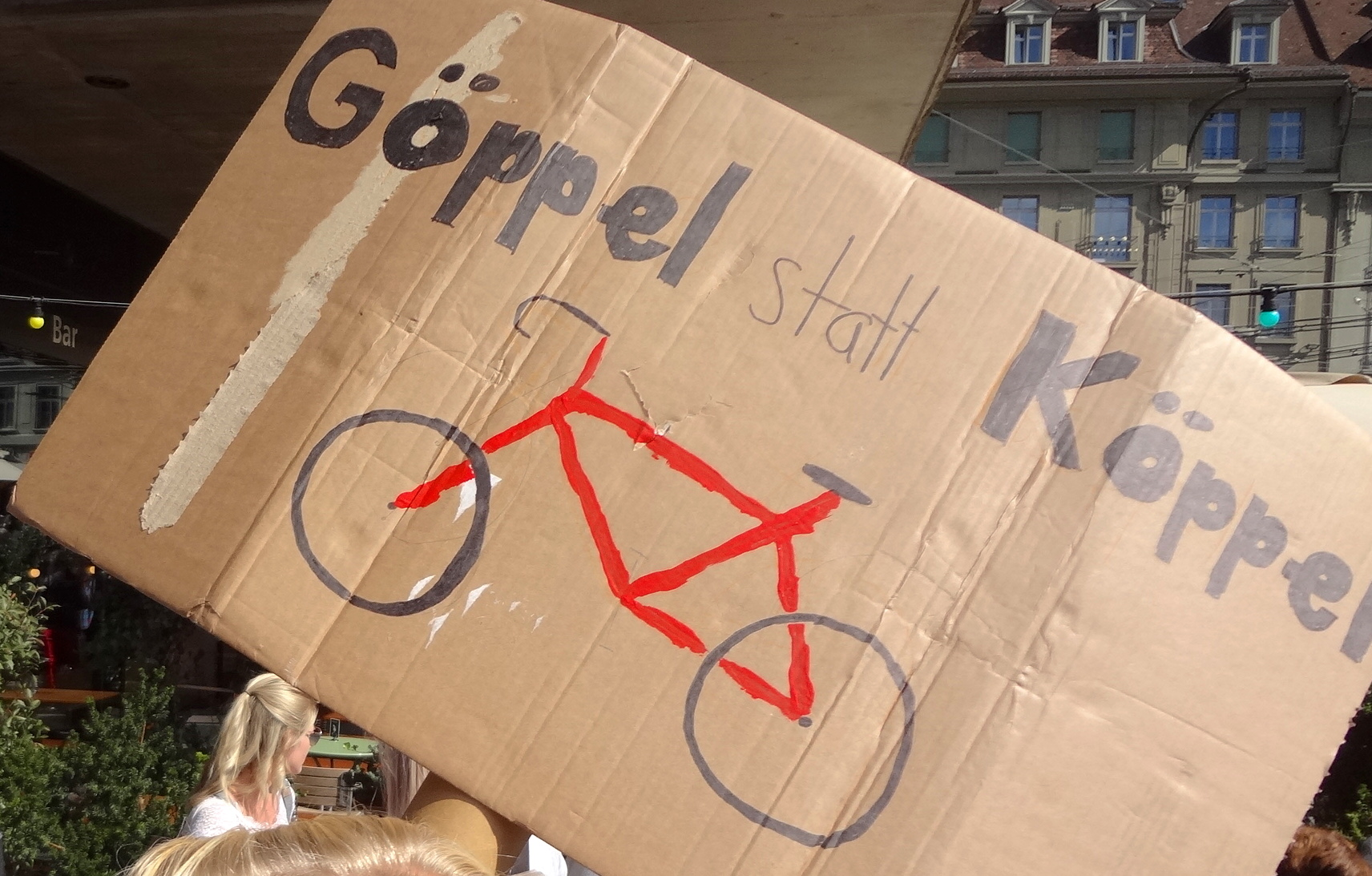
Cartello contro Köppel alla Marcia per il clima di Berna del 28 settembre 2019. Il cartello ("Biciclette al posto di Köppel") si basa su un gioco di parole tra "Köppel" e "Göppel", termine svizzero-tedesco che intende solitamente una bicicletta.

Köppel si è mostrato critico nei confronti delle politiche contro il cambiamento climatico: nel 2019 scrisse sul suo account Twitter che «La "protezione del clima" è un'assurdità. Il clima è sempre cambiato. Non ci sono stati cambiamenti climatici insoliti negli ultimi 300 anni. L'influenza umana sul clima non è provata. I soldi per le riduzioni di CO2 vengono buttati dalla finestra». Criticò anche le manifestazioni ambientaliste come Fridays for Future, sostenendo che si tratti di un movimento pilotato dai partiti di sinistra e verdi. Pur dichiarando che l'UDC fosse a favore della protezione dell'ambiente, sostenne che il partito è a favore della «economia di mercato e la responsabilità individuale» e «contro coloro che vogliono instaurare kolchoz climatici e di tasse».

### Immigrazione
Köppel è molto critico nei confronti delle politiche per i richiedenti asilo, sostenendo che le migrazioni avvengono soprattutto per motivi economici invece che per vere ragioni di asilo. Nel 2015 affermò che la questione dei richiedenti asilo fosse sfuggita di mano all'Unione europea e accusò duramente Simonetta Sommaruga, allora a capo del Dipartimento federale di giustizia e polizia, di essere «principale responsabile del massiccio aumento del numero di richieste». Espresse inoltre la sua contrarietà anche sulla possibile assegnazione del permesso S per persone bisognose di protezione ai richiedenti asilo provenienti dall'Eritrea, sostenendo che ciò significasse «aprire la porta a un flusso migratorio enorme». Sostenne anche che la responsabilità di accogliere i rifugiati in fuga dalla Siria durante la guerra civile fosse dei paesi confinanti e non dell'Europa.

### Religione
A seguito della vittoria del referendum sul divieto di costruzione di minareti in Svizzera, Köppel si mostrò d'accordo con la decisione definendola un «fulgido esempio di democrazia in Europa» e definì «arroganti» le critiche della stampa internazionale.

### Media
Köppel ha criticato diverse volte la radiotelevisione pubblica SSR, sostenendo che fosse troppo grande e preponderante nel mercato svizzero. Si espresse inoltre contro il canone, definendolo «un veleno per il paesaggio mediatico svizzero». Secondo Köppel, i mezzi di informazione regionali sarebbero interamente in grado di coprire le esigenze informative degli utenti nelle tre lingue ufficiali svizzere senza bisogno di sovvenzioni.

## Presenza nei media

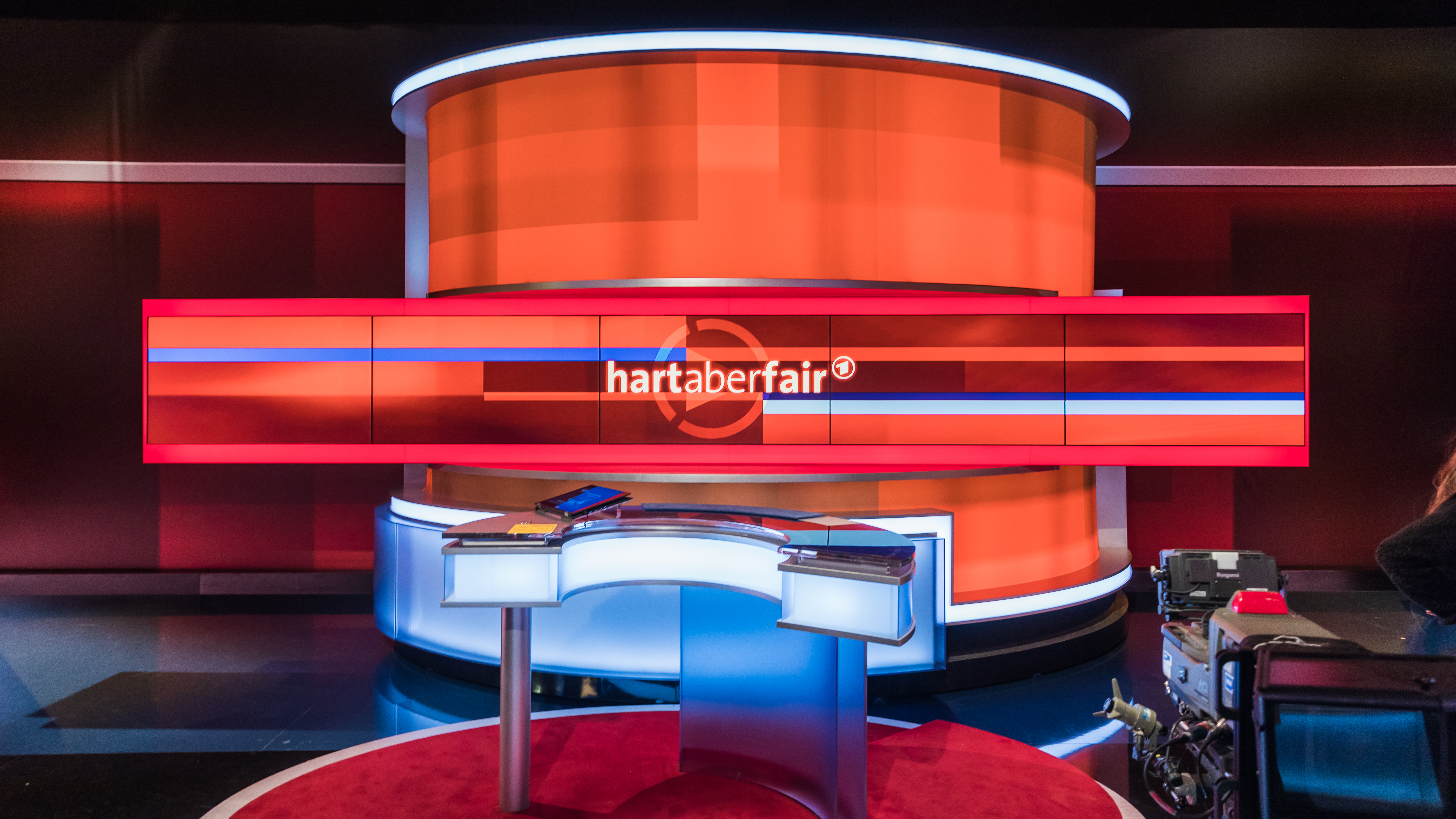
Set televisivo di Hart aber fair

Fino al 2015 teneva una rubrica settimanale su Radio SRF 1, e dal 2010 al 2015 partecipava alla trasmissione Roger gegen Roger, in cui discuteva di temi di attualità con Roger Schawinski. Alcuni media hanno suggerito che le trasmissioni siano state cancellate a causa di un articolo del Die Weltwoche che accusava il professore Philipp Sarasin, amico di Schawinski, di aver promosso in graduatoria una sua presunta amante. A seguito di una causa legale di Sarasin, Köppel avrebbe voluto che Schawinski testimoniasse confermando l'esistenza della relazione.
Dal 2021 è ospite fisso del programma Viertel nach Acht trasmesso da Bild TV, la rete televisiva del tabloid tedesco Bild. È stato più volte anche ospite della trasmissione tedesca Hart aber fair.
Köppel partecipò nel dicembre 2021 a una trasmissione di RT DE, emittente del governo russo, sostenendo che molti ucraini volessero appartenere alla Russia e che gli Stati Uniti non dovrebbero intromettersi nel conflitto nel Dombass. La sua partecipazione fu molto criticata: Pirmin Bischof (AdC), allora presidente della Commissione della politica estera del Consiglio degli Stati, dichiarò: «Russia Today è un canale di propaganda di Stato di un regime autoritario. È molto discutibile che il signor Köppel si lasci imbrigliare da una potenza straniera in questo delicato contesto di guerra imminente. Diventa così il tirapiedi di Putin». Hans-Peter Portmann, esperto di politica estera del PLR evidenziò come «Roger Köppel sostiene la neutralità e dice agli altri politici di non commentare i conflitti nel mondo. Questo non sembra valere per lui», mentre la Consigliera agli Stati Céline Vara (Verdi) biasimò il tentativo di relativizzare il comportamento della Russia in un momento in cui è a rischio la vita di migliaia di persone. Köppel rispose alle critiche dichiarando che non credeva nel rifiuto di partecipare o ostracizzare reti televisive straniere, aggiungendo che aveva cercato di riportare equilibrio contro una visione unilaterale della Russia.

## Vicende giudiziarie
Nel 2009 i Giovani Socialisti del Canton Zurigo denunciarono Köppel per alcune affermazioni controverse sull'Islam riportate sul Die Weltwoche e pronunciate in una trasmissione di TeleZüri. Nel 2011 la procura di Zurigo archiviò la denuncia, motivando che «Köppel fustiga l'islamismo e il terrore e indica un rapporto tra Islam e islamismo, ma non si può parlare di invito all'odio e alla discriminazione» in quanto manca «l'intensità e lo slancio infiammatorio».

## Premi e riconoscimenti
- Premio Liberal Award dei Giovani liberali radicali del Canton Zurigo (2004).[78]
- Premio Giornalista dell'anno dalla rivista Schweizer Journalist (2006).[79]
- Premio giornalismo del Consiglio di cooperazione Svizzera-Russia a Köppel e alla redazione del Die Weltwoche (2007).[80]
- Premio Ludwig Erhard per il giornalismo economico della Fondazione Ludwig Erhard (2010).[81]